# Fastnachtsflut 1648

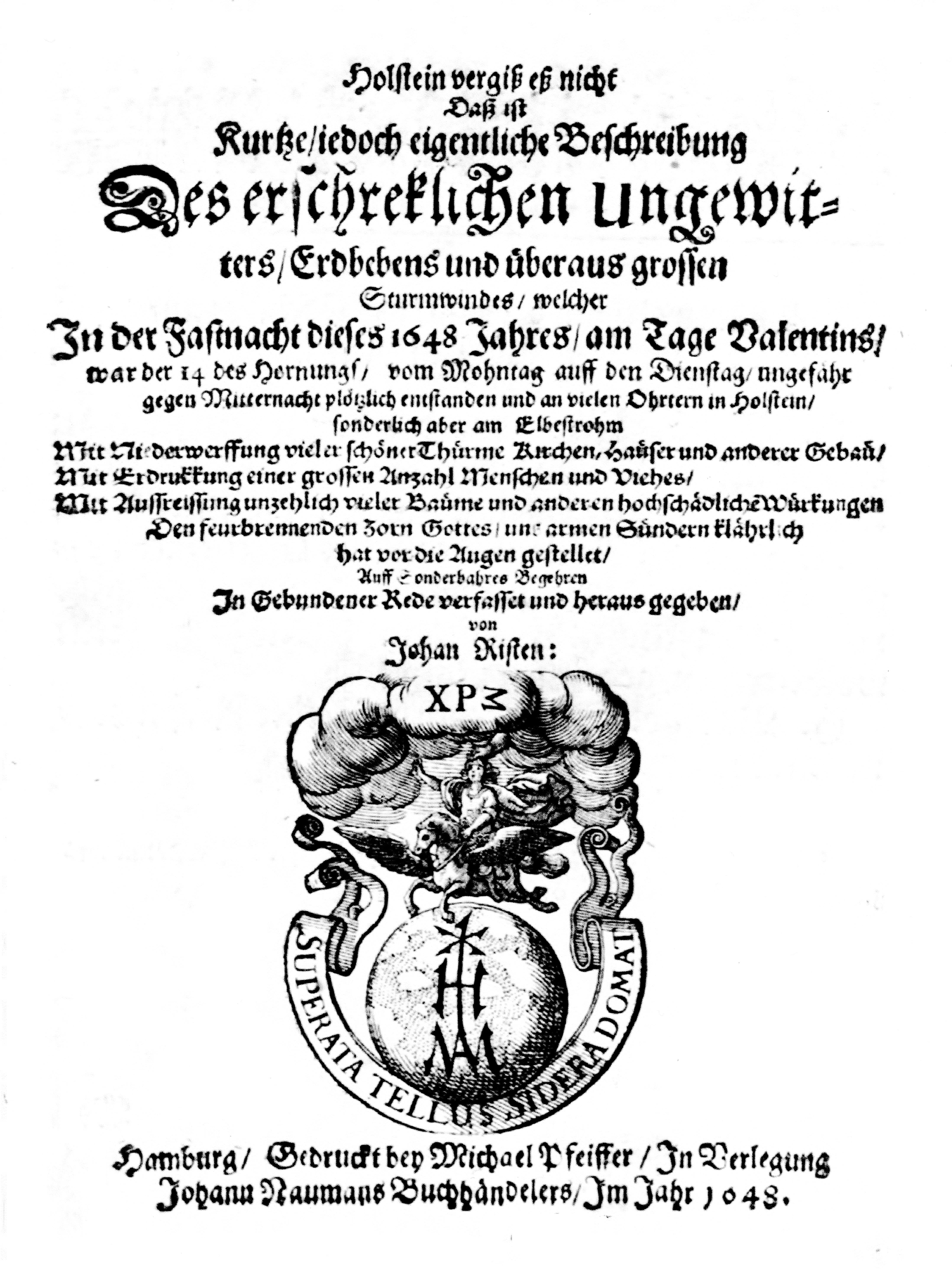
Deckblatt des Buchs Holstein vergiß eß nicht aus dem Jahr 1648 von Johann Rist

Die Naturkatastrophe von Holstein, auch Fastelabendsflut (Fastnachtsflut) 1648 oder das Erdbeben von Holstein vom 14. Februar 1648 (nach anderen Quellen 15. Februar 1648) war eine äußerst ungewöhnliche Kombination von zwei Naturereignissen in den Holsteinischen Elbmarschen.

## Verlauf
Das für diese Region ungewöhnliche Naturereignis erstreckte sich von Freiburg/Elbe in Niedersachsen über Glückstadt entlang des Geestrandes bis nach Hamburg. Am späten Abend des 13. Februar 1648 zogen „heftige Sturmwinde“ auf, die sich über Nacht zu einem Orkan entwickelten, begleitet von Regen- und Hagelschauern. In der Elbmündung und auf der Elbe sanken diverse Schiffe oder wurden an Land gedrückt. Der Orkan wehte die Kirchtürme von Glückstadt, Krempe, Wewelsfleth, Brokdorf, Kollmar, Horst, Uetersen, Rellingen, Wedel und der Katharinenkirche in Hamburg um. Gleichzeitig zerstörte er unzählige Gebäude, Ländereien, knickte und entwurzelte Hunderttausende von Bäumen. Tausende Menschen gerieten in höchste Not und Gefahr. Es folgten innerhalb von Stunden eine verheerende Sturmflut sowie – angeblich – ein Erdbeben, das Feuersbrünste auslöste. Bei der Sturmflut wurden Teile der niedrig gelegenen Elbmarschen meterhoch überflutet. Durch das gleichzeitige Erdbeben stürzten weitere Kirchtürme und Gebäude ein und gingen auch in Flammen auf. Unzählige Menschen und Tiere kamen ums Leben, das Gebiet war mehrere Monate völlig überflutet und verwüstet, es folgte ein „grosses und vielfältiges Elend“.

## Schäden und Berichte
Die Hauptquelle für das Unwetter sind das Gedicht Holstein vergiß eß nicht des Wedeler Pastoren und Dichters Johann Rist und die diesem beigegebenen Berichte etlicher Augenzeugen, die die Verwüstungen schildern, die der Sturm in ihrem Kirchspiel angerichtet hatte. Die meisten dieser Augenzeugen waren mit Rist befreundete Pastoren aus der Nachbarschaft, auch andere Freunde von Rist wie Georg Greflinger steuerten eigene Augenzeugenberichte, teilweise ebenfalls in Gedichtform, bei.
In Krempe wurde der Kirchturm zerstört, glücklicherweise blieben der Rest der Kirche mit Altar, Predigerstuhl und Taufe, Orgelwerk und Glocken erhalten, wie der Pfarrer Johann Hudemann berichtet. In Wedel wurden in den höher gelegenen Ortsteilen ganze Häuser angespült. Der Kirchturm der Katharinenkirche in Hamburg wurde „vom ihrem erstlichem Gemäur auf gehoben und auff die eine Seite des Kirchendaches mit einem so greülichen Krachen und Geprassel gefallen, das man vermeinert hat Himmel und Erden weren zusammen gestürzet oder miteinander vermischert“. In Drage wurde „der Thurm, der Jederzeit etliche Schritte von der Kirche gestanden […] mit unverrüktem Geben fest an die Mauern der Kirche […] versetzet“. Gleichfalls wurde aus Bad Bramstedt berichtet: „Am Montag nach Esto mihi in der Nacht umb 11 Uhr, ein groß Erdbeben entstanden von datt Sturmwindt, wodurch der Kirche Turm herunter geschlagen und dadurch die Kirche großen Schaden gelitten, daß 6 Nye Balken müssen wieder darin sampt dem Sparrenwerk gebracht werden.“
Johann Rist berichtete über diese Katastrophe:

„[…] zwischen Mohntag und Dienstag in der Fastnachtwochen ein solcher erschrecklicher Sturm entstanden, daß das Erdreich samt den aller grössesten Gebeuen erzittert und gebebet, dabenebens solche grausahme Donner und Blitze gesehen und gehöret worden, daß ietzo vieleicht kein Mensch unter dem Himmel zu finden, welcher dergeichen iemahlen habe erlebet: Ja es sollen grosse Stükke oder klumpen Feuer auff die Stadt Freiburg oder andere Ohrter derselben Gebiethes sein gefallen […].“

Weiter berichtete der Wedeler Pastor:

„So habe ich doch kein einziges gefunden, daß mit diesem von uns erleberen eigentlich zu vergleichen were. Den wo hat man doch wol gesehen, das ein solcher Sturmwind und Erdbeben zugleich entstanden, welches in einer so kurzen Frist innerhalb dreier Stunden, solchen unglaublichen Schaden getan, so viel Gebäude, Thürme, Spitzen, Kirchen, Häuser, Mühlen, und dergleichen zermalmet und vernichtet, so viele hunderttausend Bäume aus der Erde gerissen, ja die Leute in solche Angst und Noht gebracht, daß, wenn es möglich were gewesen, sie sich gern in den Abgrund der Erden gesehen haben.“

Rists Gedicht selbst besteht aus 800 Alexandrinern, versehen mit ausführlichen Anmerkungen. Rist verstand dieses Unwetter ebenso wie den nur wenige Tage später erfolgten Tod des Königs Christian IV. als Zeichen des göttlichen Zorns vor allem wegen der Ausschweifungen der Fastnacht. So schilderte er in seinem Buch nicht nur die Katastrophe selbst, sondern rief vor allem seine Gemeinde und die Leser zur Buße auf. Dafür enthält das Buch auch ein langes Bußlied mit 16 achtzeiligen Strophen. Da diesem Lied Noten beigegeben waren, sollte es wohl im Gottesdienst gesungen werden.